# Castillo de Montesquiu
Del Castillo de Montesquiu se tiene constancia documental de su existencia desde el siglo XIII. Su origen parece poder encontrarse en una pequeña guardia o atalaya de planta rectangular que probablemente se construyó entre los siglo X y XI. Se encuentra vinculado al castillo de Besora, verdadero centro de poder del término durante la Baja Edad Media. En el siglo XVII, de manos de Lluís de Descatllar, el casal (castillo) sufre importantes modificaciones de ampliación, mejoras interiores y ampliación de la fachada N. A principios del siglo XX, es objeto de los principales retoques que le confieren la fisonomía actual. En el año 1976, su último propietario, Emili Juncadella, cedió a la Diputación de Barcelona el castillo y la finca. Actualmente el edificio se ha adaptado para ser visitado y para que en él puedan realizarse actividades pedagógicas, reuniones o seminarios.